# Зої Салдана
Зої Ядіра Салдана Назаріо (Zoë Yadira Saldaña Nazario), в шлюбі Салдана-Переґо (англ. Zoë Saldaña-Perego, нар. 19 червня 1978, Пассейк, Нью-Джерсі, США) — американська і домініканська кіноакторка, кінопродюсерка, кінорежисерка і балерина, володарка зірки на Голлівудській алеї слави. Відома ролями в таких блокбастерах, як «Аватар», «Зоряний шлях», «Коломбіана», «Вартові галактики». Володарка призу за найкращу жіночу роль Каннського кінофестивалю, премій «Золотий глобус» і «Оскар» за роль у мюзиклі «Емілія Перес» (2024).

## Біографія
Народилась 19 червня 1978 року в місті Пассейк штату Нью-Джерсі в сім'ї вихідців з Домініканської Республіки.
У 9 років батько загинув в автокатастрофі, й мати перевезла Зої та її сестру назад у Домініканську Республіку. По завершенню навчання в престижній танцювальній школі Зої повернулась у США, де стала учасницею театральної програми «Обличчя» і влаштувалась касиркою у ресторан швидкого харчування мережі «Бургер Кінг». Тоді ж вона отримала можливість знятись у серіалі «Закон і порядок».
Перша велика кіноробота — роль балерини Єви у фільмі «Авансцена» (англ. Center Stage), прийшла до неї через рік після зйомок у серіалі (2000 рік). У 2002 році Салдана разом із Брітні Спірс зіграла у фільмі «Перехрестя». Світову славу Салдана здобула роллю піратки Анни-Марії у фільмі «Пірати Карибського моря: Прокляття „Чорної перлини“». У культовому «Зоряному шляху» зіграла молоду Угуру, але на цьому участь у проєктах фантастичного жанру для Салдани не скінчилася. У 2009 році отримала роль у фільмі Джеймса Кемерона «Аватар», зігравши принцесу Наві — Нейтірі. Також протягом 2014—2018 рр. зіграла Гамору в трьох фільмах про Вартових галактики та Месників.
3 травня 2018 Зої Салдана отримала зірку на Голлівудській алеї слави в Лос-Анджелесі. На церемонію відкриття іменної зірки прийшли рідні акторки: чоловік-художник Марко Перего, їхні троє дітей та батьки Зої. Окрім цього, Міла Куніс та Ештон Кутчер теж підтримали Зої Салдану.
Салдана визнана прискіпливими фешн-критиками іконою стилю і постійно бере участь у зйомках для журналів: GQ, Elle, Glamour і інших. Кілька років поспіль вона була обличчям Calvin Klein і бренду GAP.
Серед найвідоміших стрічок у фільмографії Зої Салдани: «Пірати Карибського моря», «Аватар», «Вартові галактики».
У 2024 році була нагороджена призом за найкращу жіночу роль Каннського кінофестивалю, який розділила зі своїми партнерками, за кримінальний мюзикл «Емілія Перес». За цю ж роль стала володаркою премій «Золотий глобус» і «Оскар».

## Особисте життя
Протягом 11 років зустрічалася з актором Кітом Бріттоном (англ. Keith Britton), через рік після заручин у 2010 році пара розпалася.
З червня 2013 року одружена з італійським художником Марко Переґо, до весілля пара зустрічалася три місяці. Після таємного одруження в Лондоні пара змінила свої прізвища на подвоєнне — Переґо-Салдана та Салдана-Переґо. У шлюбі народила трьох синів: близнюки Сай Арідая Перего-Салдана і Боуї Езіо Перего-Салдана (27.11.2014) та Зен Перего-Салдана (про народження оголошено в лютому 2017 року).

## Фільмографія

### Кінофільми
| Рік  |     | Українська назва                                    | Оригінальна назва                                      | Роль                |
| ---- | --- | --------------------------------------------------- | ------------------------------------------------------ | ------------------- |
| 2000 | ф   | Авансцена                                           | Center Stage                                           | Єва Родрігес        |
| 2001 | ф   | Вірус кохання                                       | Get Over It                                            | Меггі               |
| 2001 | ф   | Снайпс                                              | Snipes                                                 | Шеріл               |
| 2002 | ф   | Перехрестя                                          | Crossroads                                             | Кіт                 |
| 2002 | ф   | Барабанний дріб                                     | Drumline                                               | Лейла               |
| 2003 | ф   | Пірати Карибського моря: Прокляття «Чорної перлини» | Pirates of the Caribbean: The Curse of the Black Pearl | Анна-Марія          |
| 2004 | ф   | Термінал                                            | The Terminal                                           | Долорес Торрес      |
| 2004 | ф   | Гавань                                              | Haven                                                  | Андреа              |
| 2004 | ф   | Спокуса                                             | Temptation                                             | Енні                |
| 2005 | ф   | Сузір'я                                             | Constellation                                          | Роза Левін Боксер   |
| 2005 | ф   | Вгадай, хто                                         | Guess Who                                              | Тереза Джонс        |
| 2005 | ф   | 10 брудних вчинків                                  | Dirty Deeds                                            | Рейчел Буфф         |
| 2005 | ф   | Прокляття отця Кардони                              | La maldición del padre Cardona                         | Флор                |
| 2006 | ф   | Винагорода                                          | Premium                                                | Чарлі               |
| 2006 | ф   | Кардіолог                                           | Ways of the Flesh                                      | Донна               |
| 2007 | ф   | Після сексу                                         | After Sex                                              | Кет                 |
| 2007 | ф   | Помутніння розуму                                   | Blackout                                               | Клодін              |
| 2008 | ф   | Точка обстрілу                                      | Vantage Point                                          | Енджі Джонс         |
| 2009 | ф   | Скептик                                             | The Skeptic                                            | Кессі               |
| 2009 | ф   | Зоряний шлях                                        | Star Trek                                              | Нійота Ухура        |
| 2009 | ф   | Аватар                                              | Avatar                                                 | Нейтірі             |
| 2010 | ф   | Смерть на похоронах                                 | Death at a Funeral                                     | Ілейн               |
| 2010 | ф   | Невдахи                                             | The Losers                                             | Аїша                |
| 2010 | ф   | Палаючі пальми                                      | Burning Palms                                          | Сара Коттон         |
| 2010 | кф  | Ідіоти                                              | Idiots (відео)                                         | Кеї                 |
| 2010 | ф   | Хлопчики-нальотчики                                 | Takers                                                 | Ліллі               |
| 2011 | ф   | Коломбіана                                          | Colombiana                                             | Каталія Рестрепо    |
| 2012 | ф   | Слова                                               | The Words                                              | Дора Дженсен        |
| 2013 | ф   | Кровні зв'язки                                      | Blood Ties                                             | Ванесса             |
| 2013 | ф   | Стартрек: Відплата                                  | Star Trek Into Darkness                                | Нійота Ухура        |
| 2013 | ф   | З пекла                                             | Out of the Furnace                                     | Ліна Тейлор         |
| 2014 | ф   | Нескінченно білий ведмідь                           | Infinitely Polar Bear                                  | Меггі Стюарт        |
| 2014 | ф   | Вартові галактики                                   | Guardians of the Galaxy                                | Ґамора              |
| 2014 | мф  | Книга життя                                         | The Book of Life                                       | Марія (голос)       |
| 2015 | док | Єдність                                             | Unity                                                  | оповідачка          |
| 2016 | ф   | Ніна                                                | Nina                                                   | Ніна Сімон          |
| 2016 | ф   | Стартрек: За межами Всесвіту                        | Star Trek Beyond                                       | Нійота Ухура        |
| 2016 | ф   | Закон ночі                                          | Live by Night                                          | Грасієла            |
| 2017 | ф   | Вартові галактики 2                                 | Guardians of the Galaxy Vol. 2                         | Ґамора              |
| 2017 | кф  |                                                     | Sia: Free Me (відео)                                   | мати                |
| 2017 | ф   | Я вбиваю велетнів                                   | I Kill Giants                                          | пані Моллє          |
| 2017 | мф  | My Little Pony у кіно                               | My Little Pony: The Movie                              | Гарпія (голос)      |
| 2018 | ф   | Месники: Війна нескінченності                       | Avengers: Infinity War                                 | Ґамора              |
| 2019 | ф   | Месники: Завершення                                 | Avengers: Endgame                                      | Ґамора              |
| 2019 | мф  | Містер Лінк: Загублена ланка еволюції               | Missing Link                                           | Аделіна (голос)     |
| 2019 | кф  |                                                     | A Story Takes Flight                                   | Зої                 |
| 2020 | ф   | Вампіри проти Бронкса                               | Vampires vs. the Bronx                                 | Бекі                |
| 2021 | мф  | Віво                                                | Vivo                                                   | Роза (голос)        |
| 2022 | ф   | Проєкт Адам                                         | The Adam Project                                       | Лора Рід            |
| 2022 | ф   | Амстердам                                           | Amsterdam                                              | Ірма                |
| 2022 | ф   | Аватар: Шлях води                                   | Avatar: The Way of Water                               | Нейтірі             |
| 2023 | ф   | Вартові галактики 3                                 | Guardians of the Galaxy Vol. 3                         | Ґамора              |
| 2023 | ф   | Відсутність Едему                                   | The Absence of Eden                                    | Есмі                |
| 2024 | ф   | Емілія Перес                                        | Emilia Perez                                           | Ріта Моро Кастро    |
| 2025 | мф  | Еліо                                                | Elio                                                   | Ольга Солес (голос) |
| 2025 | ф   | Аватар: Вогонь і попіл                              | Avatar: Fire and Ash                                   | Нейтірі             |

### Телебачення
| Рік       |    | Українська назва                    | Оригінальна назва                 | Роль                                   |
| --------- | -- | ----------------------------------- | --------------------------------- | -------------------------------------- |
| 1999      | с  | Закон і порядок                     | Law & Order                       | Белінка (S9-E24)                       |
| 2004      | с  | Закон і порядок: Спеціальний корпус | Law & Order: Special Victims Unit | Габріель Вега (S5-E21)                 |
| 2006—2007 | с  | Шість ступенів                      | Six Degrees                       | Реджина (5 епізодів)                   |
| 2014      | с  | Дитина Розмарі                      | Rosemary's Baby                   | Розмарі Вудгаус (2 епізоди)            |
| 2016      | с  | Ліпсінк Батл                        | Lip Sync Battle                   | гість (Zoe Saldana vs. Zachary Quinto) |
| 2016      | тф |                                     | Quantum Is Calling                | камео                                  |
| 2020      | с  |                                     | Home Movie: The Princess Bride    | Принцеса Жовтець (Chapter Seven)       |
| 2023—2024 | с  | Спецоперації: Левиця                | Special Ops: Lioness              | Джо (16 епізодів)                      |

### Музичні відео
- 2020. Alicia Keys — Show Me Love (Visual Sonic Experience) ft. Miguel

## Нагороди
- ALMA Awards

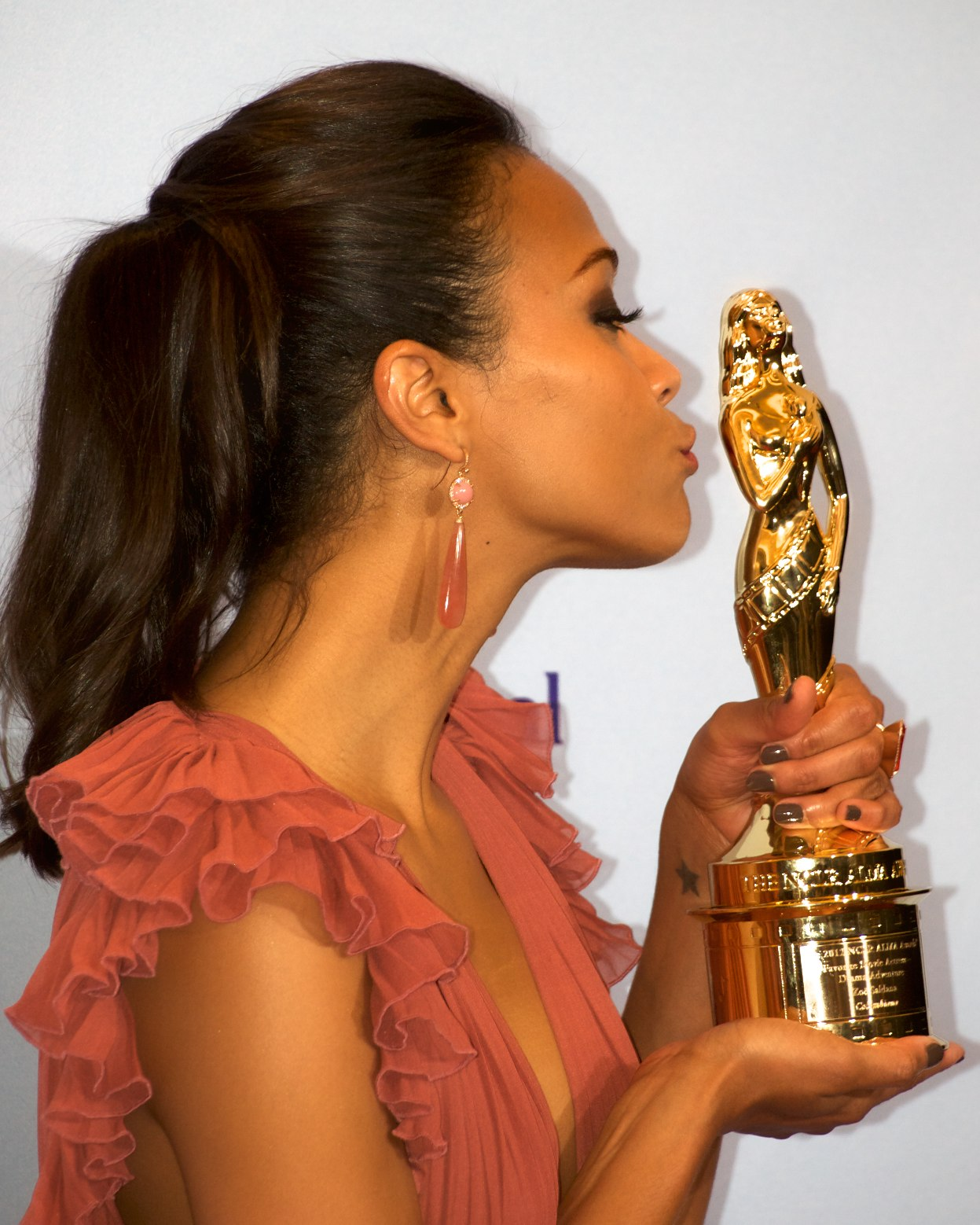
Салдана з нагородою ALMA 2012 року

  - 2009 Найкраща акторка (фільм):  «Зоряний шлях»  (номінація)
- Black Reel Awards
  - 2010 Найкраща акторка другого плану:  «Аватар»  (номінація)
  - 2006 Найкраща акторка:  «Вгадай, хто?»  (Номінація)
- MTV Movie Awards
  - 2010 Найкраща жіноча роль:  «Аватар»  (номінація)
  - 2010 Найкращий поцілунок: разом з Семом Вортінгтоном ( «Аватар» ) (номінація)
  - 2003 Найкращий поцілунок: разом з Ніком Кенноном («  Барабанний дріб ») (номінація)
- Сатурн (премія)
  - 2010 Найкраща кіно:  «Аватар»  (перемога)
- Scream (премія, 2009)
  - 2009 Breakout Performance-Female:  «Зоряний шлях»  (номінація)
  - 2009 Найкраща акторка в фантастичному фільмі:  «Зоряний шлях»  (номінація)
- Teen Choice Awards
  - 2010 Найкраща акторка (фантастика):  «Аватар»  (перемога)
  - 2010 Найкраща акторка (комедія):  «Смерть на похоронах»  (номінація)
  - 2009 Найкраща акторка (пригоди):  «Зоряний шлях»  (номінація)
  - 2006 Найкраща акторка (Breakout):  «Вгадай, хто?»  (Номінація)
- Вибір народу (премія)
  - 2009 Улюблена нова кіноакторка:  «Зоряний шлях»  (номінація)
- Каннський кінофестиваль
  - 2024 Найкраща жіноча роль: «Емілія Перес» (перемога)
- Золотий глобус
  - 2024 Найкраща акторка другого плану: «Емілія Перес» (перемога)
- Вибір критиків
  - 2024 Найкраща акторка другого плану: «Емілія Перес» (перемога)
- BAFTA
  - 2024 Найкраща акторка другого плану: «Емілія Перес» (перемога)
- Премія Гільдії кіноакторів США
  - 2024 Найкраща акторка другого плану: «Емілія Перес» (перемога)
- Оскар
  - 2024 Найкраща акторка другого плану: «Емілія Перес» (перемога)